# La brújula

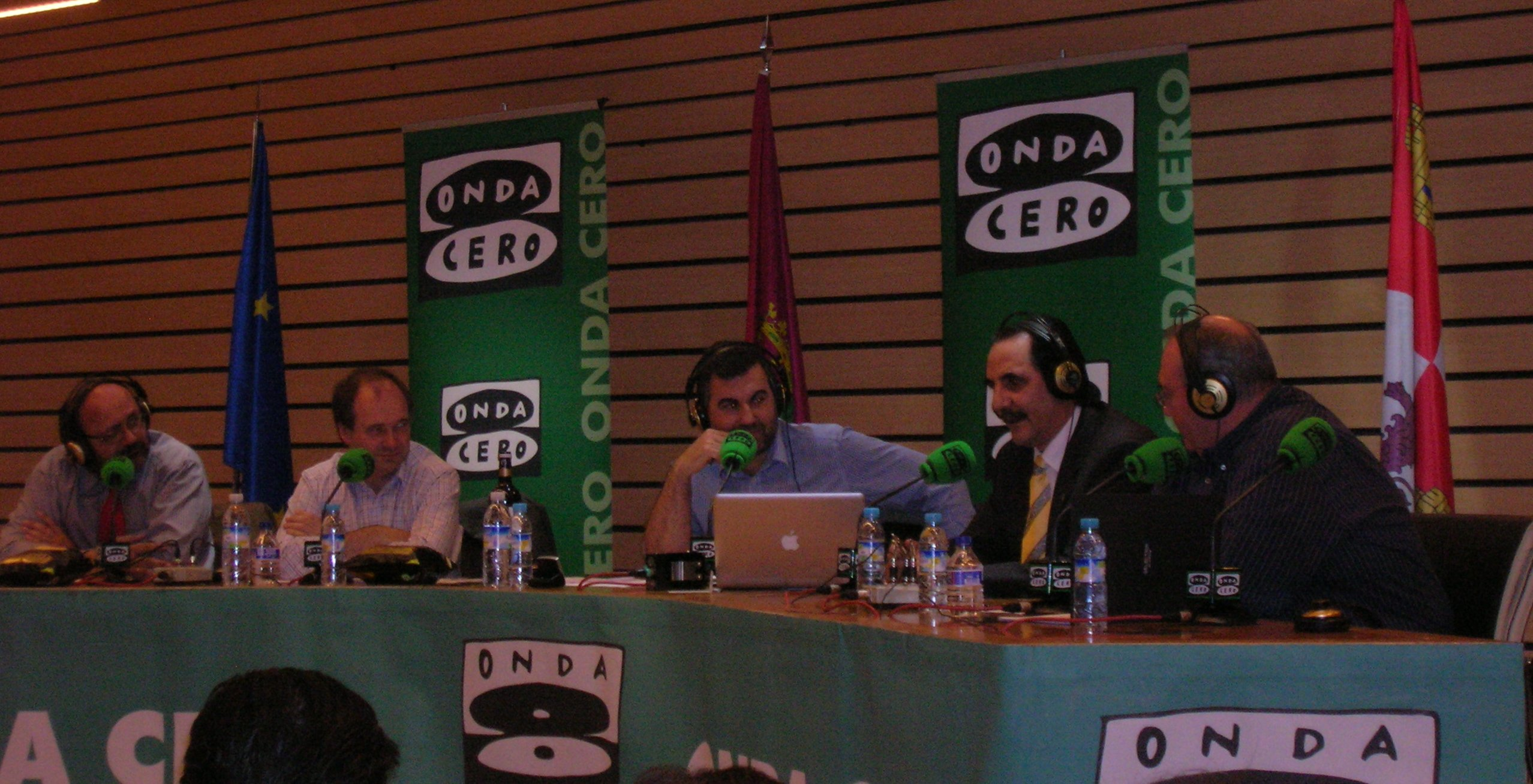
La brújula, en Valladolid (17 de marzo de 2009).

La brújula es un programa de radio de la emisora española Onda Cero, presentado y dirigido por Rafa Latorre. Es el tercer espacio en audiencia en la franja nocturna, retransmitiéndose entre las 19 y las 23:30 horas, tiempo que dedica a un análisis de la actualidad, el deporte (20:30 a 21:00 con La brújula de Radioestadio), la economía (con el espacio denominado La brújula de la economía) y el debate político.

## Historia

### Comienzos: septiembre de 1992 a septiembre de 1994
El espacio de debate nocturno de la por entonces recién nacida emisora Onda Cero comenzó a emitirse en septiembre de 1992, dentro de una estrategia global de la cadena para reforzar los contenidos informativos. Manuel Antonio Rico conducía el programa entre las 22 y las 00 de la noche. En 1994, La Brújula congregaba alrededor de las estadísticas nocturnas de Onda Cero a 147.000 oyentes, frente a los 746.000 de La linterna de la Cadena COPE, los 497.000 de Hora 25 en Cadena SER o los 271.000 de 24 Horas de Radio Nacional.

### De 1994 a 1996
En septiembre de 1994, coincidiendo con la llegada de Ernesto Sáenz de Buruaga como conductor del programa, el espacio amplía su horario de emisión para comenzar a las 20 horas de la noche. Pilar Cernuda, Miguel Ángel Gozalo y Fernando Jáuregui se incorporan en la primera etapa; en 1995, llegan al programa Pilar Urbano, Ramón Pi, Alfonso Ussía y Jesús Hermida, que comentaba entre 1995 y 1996 el miniespacio La noticia del día.

### De 1996 a 1999
Concha García Campoy pasa a presentar el espacio después del nombramiento de Ernesto Sáenz de Buruaga como Director de los Servicios Informativos de TVE. Hasta septiembre de 1999, las noches de Onda Cero contaron con Pilar Urbano, Pedro Páramo, Miguel Ángel Nieto, los políticos Amparo Rubiales e Íñigo Cavero; y durante la temporada 1997-1998, Alfonso Guerra, que fuera vicepresidente del Gobierno con Felipe González.

### La Brújula de El Mundo: de 1999 a 2001
Tras la compra de Onda Cero por parte del Grupo Telefónica de Juan Villalonga, La Brújula pasa a ser presentada por Javier Algarra, contando éste con la colaboración del escritor Francisco Umbral, el antiguo director de Diario 16 José Luis Gutiérrez y la periodista del diario El Mundo Victoria Prego.
En una operación para colocar al diario de Pedro J. Ramírez como principal fuente de información de la cadena, Victoria Prego se hace con la dirección del programa y Antonio Jiménez con la subdirección. El espacio pasa a denominarse La Brújula de El Mundo, y pasa a ser coproducido y emitido por las emisoras del periódico, con la colaboración habitual en las tertulias del programa por parte del director del diario Pedro J. Ramírez.
Cuando Prego solicitó la inclusión al programa de tertulianos de los diferentes partidos políticos, los nombres de María Antonia Iglesias, Julia Navarro y Enric Sopena saltaron a la palestra de Onda Cero, aunque sólo la primera llegó a participar realmente en el programa. Sopena denunció la existencia de presiones políticas por parte del Gobierno del Partido Popular para evitar la incorporación al programa de los tres periodistas; de la cuestión se hizo eco la que llegaría a ser vicepresidenta del Gobierno María Teresa Fernández de la Vega.

### Desde 2002
En septiembre de 2002 Onda Cero consuma la ruptura con el periódico de Pedro J. Ramírez y el programa (21.00-24.00) pasa a ser dirigido por Fernando González Urbaneja y Carmen Martínez Castro. Esta etapa dura una sola temporada. En septiembre de 2003 el programa vuelve a empezar a las 20.00 con Juan Pablo Colmenarejo como responsable durante dos temporadas.
En septiembre de 2005 Carlos Alsina abandona la dirección de Informativos de la cadena (y el informativo "Noticias mediodía") para hacerse cargo de La Brújula. Imprime al espacio un estilo nuevo basado en la ironía, el sentido del humor y la interacción con los oyentes. La principal novedad es la aparición del monólogo informativo de siete u ocho minutos con el que arranca cada tarde el programa y que se acabará convirtiendo en el santo y seña del programa. Nuevos colaboradores como Ángel Expósito, David Gistau, Alfredo Urdaci (2006-2008), Rubén Amón o Manuel Jabois enriquecen el programa con puntos de vista más jóvenes. 'La Brújula de la Economía' amplía su duración y apuesta por la divulgación con un enfoque didáctico y divertido de las noticias económicas. Especialistas como Carlos Rodríguez Braun, Iñaki Garay, José Ramón Iturriaga, José Carlos Díez o Ignacio Rodríguez Burgos convierten la tertulia es una referencia para seguir y entender la crisis económica de 2008. Al filo de la medianoche, Fernando Ónega firma el último comentario.
El último dato de audiencia que obtuvo La Brújula antes de esta etapa fue de 288.000 oyentes en la segunda oleada del EGM de 2005. El mejor dato de audiencia obtenido, hasta entonces, en la historia del programa correspondió a Victoria Prego en el año 2000, por encima de los 475.000 oyentes. En su última etapa, La Brújula ha batido varias veces ese tope hasta alcanzar, según el EGM de abril de 2012, los 584.000 oyentes, el mejor resultado en sus casi veinte años de historia.
El 27 de marzo de 2015, Carlos Alsina anuncia en antena que abandonará La Brújula para hacerse cargo del programa matinal Más de uno de Onda Cero, junto a Juan Ramón Lucas. Este cambio viene motivado por la salida de Onda Cero de Carlos Herrera, que conducía el matinal Herrera en la Onda hasta esa fecha.
Entre agosto de 2015 y julio de 2018, David del Cura es el encargado de dirigir el programa. Fue sustituido en septiembre de ese mismo año por Juan Ramón Lucas. Lucas permaneció al frente del programa durante 4 años. Desde el 1 de septiembre de 2022, las riendas del programa son asumidas por el periodista Rafa Latorre.

## Estructura
El programa se emite de las 19 a las 23:30 horas de la noche, de lunes a viernes, y se perfila de la siguiente manera:
- Al comenzar el programa se hace un comentario de unos 10 minutos sobre las noticias más importantes en un tono generalmente desenfadado e irónico.
- A las 19:20 se sintoniza con las emisoras regionales para comentar la actualidad regional hasta las 19:40.
- De 19:50 a 20:00 se realizan algunas secciones: "Paseo por el Rastro" con Andrés Trapiello; "Filosofía Mundana", con Javier Gomá; "Pasemos un buen Dato" con Natalia Hernández; "El Ambigú", con David Megía.
- A las 20:00 se realiza el Monólogo de las 8 a manos del director y presentador Rafa Latorre.
- Hasta las 20:30 horas se resumen las noticias del día.
- De 20:30 a 21:00 se resumen las noticias deportivas en La Brújula del Radioestadio, con Edu Pidal. Además, termina un último espacio de 20:50 a 21:00 de la actualidad deportiva regional, conectando con las emisoras regionales de Onda Cero
- De 21:00 a 22:00 tienen lugar las noticias económicas y la tertulia de "La Brújula de la Economía"(los viernes a las 21:00 se da un parón de 5 minutos para ofrecer el "reverso de la brújula" con Javier Ruiz Taboada) con la participación de Carlos Rodríguez Braun, Iñaki Garay, Pedro Fraile, Juan Carlos Serrano, José Ramón Iturriaga, Fernando Méndez Ibisate y José Carlos Díez.
- De 22:00 a 23:30 tiene lugar la tertulia política y de actualidad, donde además se adelantan las portadas de la prensa del día siguiente (a las 23:05). En esa hora y media se suele realizar alguna entrevista relacionada con algún personaje de la política. Alguno de los tertulianos son Francisco Marhuenda, Sergi Sol, Marisa Cruz, Carmen Morodo, David Jiménez, Pablo Pombo, Chema Crespo, José Antonio Vera, Iñaki Ellakuria, Joaquín Manso, Graciano Palomo, Maite Rico, David Mejía, Pilar Cernuda, Gabriel Sanz, José Manuel González, Javier Caraballo, José Pelaez, Ketty Garat o Jorge Sainz. Muchos de ellos intervienen también en el programa matinal de la cadena Más de uno.

- Para finalizar, Chapu Apaolaza hace el último comentario en "El Cuaderno de Chapu".

## Colaboradores
Entre los tertulianos habituales, figuran:
- Antonio Casado
- Pilar Cernuda
- José Antonio Vera
- José María Calleja
- Pedro Fraile
- Justino Sinova
- Iñaki Garay
- Carlos Rodríguez Braun
- Ángela Vallvey
- Hermann Tertsch (desde 2007)
- Carmen Gurruchaga
- Fernando Ónega (columnista)
- José Oneto
- Alfredo Urdaci (2007-2009)
- Casimiro García-Abadillo
- Fernando González Urbaneja
- Juan Pedro Valentín (desde septiembre de 2007)

Durante la temporada 2020/21, cuando el programa se emitía a través de la web de Onda Cero por la retransmisión de partidos de fútbol, ha sido habitual la presencia de nuevos colaboradores. Entre ellos se encuentra la configuración de la Tertulia de Centennials, formada por cuatro jóvenes del 2003.
- Julio Ruiz
- Lucía Gutiérrez
- Vania Samperio
- Rubén Serrano